# Норрис, Рекс
Ричард Александр (Рекс) Норрис (англ. Richard Alexander (Rex) Norris; 18 июля 1899 — 17 сентября 1980, Илинг, Большой Лондон) — индийский хоккеист на траве, полевой игрок; индийский и британский тренер. Олимпийский чемпион 1928 года.

## Биография
Рекс Норрис родился 18 июля 1899 года.
Играл в хоккей на траве за Центральные провинции.
В 1928 году вошёл в состав сборной Индии по хоккею на траве на летних Олимпийских играх в Амстердаме и завоевал золотую медаль. Играл в поле, провёл 5 матчей, мячей не забивал.
В дальнейшем переехал в Лондон, где стал тренером. Тренировал сборные Нидерландов (1954—1956), Италии (на домашних летних Олимпийских играх 1960 года) и Мексики (перед летними Олимпийскими играми 1968 года).
Умер 17 сентября 1980 года в боро Илинг британского города Лондон.

## Семья
Сын — Ричард Норрис (1931—2012), британский хоккеист на траве. Бронзовый призёр летних Олимпийских игр 1952 года.